# C U Soon
CU Soon es una película de pantalla de computadora de suspenso y misterio en malabar de la Indiaescrita y dirigida por Mahesh Narayanan. La película está ambientada en una pantalla de computadora y está protagonizada por Fahadh Faasil, Roshan Mathew y Darshana Rajendran, con Saiju Kurup, Amalda Liz y Maala Parvathi en papeles secundarios. Producida por Fahadh Faasil y Nazriya Nazim, la película se estrenó el 1 de septiembre de 2020 en Amazon Prime Video.
La película fue filmada en iPhone. Tras su lanzamiento OTT, la película recibió críticas positivas de los críticos. Es la primera película de pantalla de computadora de la India.

## Argumento
Jimmy trabaja como ejecutivo de clientes en Union National Bank en los Emiratos Árabes Unidos. Conoce a Anu en una aplicación de citas y se enamora de la chica tímida. Él chatea con ella en Hangouts y Duo, pero ella no revela el fondo de su habitación, en su mayoría chatea desde la cama. A pesar de nunca conocerla en persona, Jimmy le presenta a Anu a su madre y prima y le propone matrimonio a través de una videollamada. La madre de Jimmy siente curiosidad por saber más sobre la niña y le pide ayuda al primo de Jimmy, Kevin, que es especialista en seguridad cibernética, para obtener más detalles sobre ella. Kevin, aunque reacio, acepta y encuentra información básica sobre Anu pirateando su dirección IP. Desconocido para Kevin, su novia Sanjana coloca un error en el teléfono de Anu para comprender el repentino interés de Kevin en Anu. Sanjana se vuelve celosa y posesiva y sigue enviándole mensajes, lo que enfurece a Kevin.
Las cosas se complican cuando Anu llama a Jimmy un día para informarle que resultó herida cuando su padre Joseph la golpeó y le provocó algunas lesiones. Jimmy, que ama a Anu, la lleva a su propia casa y le proporciona un medicamento recetado por su amigo, el Dr. Prashanth, quien le aconseja a Jimmy que informe el incidente a la policía y también le dice que las relaciones en vivo son ilegales en los Emiratos Árabes Unidos. Más tarde, Jimmy confronta al padre de Anu por su comportamiento, quien se disculpa con él y le pide el número de teléfono de Anu. Jimmy lo comparte con él y actualiza a Anu sobre el enfrentamiento. Anu le deja una nota-video de suicidio a Jimmy y desaparece. Entonces la policía se involucra y detiene a Jimmy.
Para probar la inocencia de Jimmy y resolver el misterio, la familia de Jimmy busca la ayuda de Kevin. Kevin piratea la cuenta de Facebook de Anu y descubre que llegó a los Emiratos Árabes Unidos a través de una agencia como empleada doméstica. Luego la venden como prostituta y, cuando no coopera, la golpean. Joseph Tharakan, a quien Anu llama padre, no era su padre, sino un hombre de familia en Kerala y un proxeneta en Dubái, que contrata a niñas de la India para trabajar como sirvientas y, cuando llegan a Dubái, las obliga a prostituirse. Kevin informa a la madre de Jimmy sobre la situación de Anu. Jimmy se entera de la verdad sobre Anu y se enoja con Kevin porque no le contó sobre esto, especialmente porque Jimmy pensó que Anu lo había engañado.
Kevin descubre que la última ubicación conocida de Anu fue el Consulado General de la India en Dubái. Verificaciones posteriores revelan que Anu denunció el negocio de la prostitución a los funcionarios y todos los involucrados fueron atrapados. Anu fue enviado de vuelta a la India. Jimmy va a Estados Unidos para estar con su madre. Kevin le pregunta a Jimmy si todavía ama a Anu. Kevin también habla con Anu y entiende que ambos todavía se aman. La película termina cuando Kevin comparte el número de teléfono de Anu con Jimmy y le pide que la llame.

## Reparto
- Fahadh Faasil como Kevin Thomas
- Roshan Mathew como Jimmy Kurien
- Darshana Rajendran como Anumol Sebastian
- Saiju Kurup como Dr. Prasanth
- Maala Parvathi como la madre de Jimmy
- Kottayam Ramesh como Jacob Sebastián
- Amaalda Liz como Sanjana
- Vaishnavi Venugopal como Neethu

## Producción
En junio de 2020, Mahesh Narayanan anunció que su próxima aventura sería experimental, protagonizada por Fahadh Faasil en un papel principal. Mahesh describió la película como un pequeño ejercicio utilizando un iPhone en lugar de un largometraje. También se reveló que la película duraría entre 60 y 65 minutos (el tiempo de lanzamiento final ascendió a 1h 38min) de duración y se rodó en el piso de Faasil. Aunque la película obtuvo la aprobación de la Federación de Empleados de Cine de Kerala (FEFKA), la Asociación de Productores de Cine de Kerala (KFPA) se opuso al rodaje con respecto a las interrupciones causadas por la pandemia de COVID-19. A pesar de esto, el rodaje se completó con éxito el 21 de agosto.

## Lanzamiento
CU Soon se lanzó en Amazon Prime Video el 1 de septiembre de 2020.

## Recepción
BBC escribió que "la 'película de encierro' de la India es un thriller vanguardista". NDTV escribió que "C U Soon, de ritmo juguetón pero basado en una técnica inquebrantable, es una afirmación de la capacidad del cine para ser creativo y esperanzador sin importar cuán grave y prolongada sea una crisis". The Indian Express le dio a la película una calificación de tres y media de cinco estrellas y escribió que "los productores Fahad Faasil y Nazriya Nazim, y el director Mahesh Narayanan recogen una historia con contornos inquietantemente familiares y la imparten con nueva urgencia e impacto, haciendo que cada fotograma de la duración de 1 hora y 38 minutos cuente". The New Indian Express escribió que " CU Prontoes una experiencia inmersiva como ninguna otra. Esta es una película cuidadosamente escrita y ejecutada, elevada en gran medida por el elenco correcto y el compositor de música correcto". Rediff le dio a la película una calificación de tres y media de cinco estrellas y señaló que "Mahesh Narayanan, al convertir su pasión en su tema, al convertir las máquinas en cortinas detrás de las cuales nos escondemos y a través de las cuales nos revelamos de maneras sorprendentes, ha alcanzado la escala humana". The Times of India le dio a la película una calificación de cuatro de cinco estrellas y afirmó que "What Take OffLo que ha hecho el cineasta Mahesh Narayanan es usar ese concepto experimental de la tecnología para contar una historia contundente y socialmente relevante inspirada en impactantes incidentes de la vida real como el tráfico y la invasión de la privacidad, ambientada en dos países y contada principalmente a través de tres personajes que te mantienen pegado. a las pantallas". Baradwaj Rangan de Film Companion South escribió: "La última media hora es una galleta".
The Hindu escribió que "las actuaciones de los tres actores principales le dan a la película malayalam su núcleo emocional, sin el cual podría haber quedado en un mero escaparate de dominio técnico".